# Квазиимпульс
Квазии́мпульс — векторная величина, характеризующая состояние квазичастицы (например, подвижного электрона в периодическом поле кристаллической решётки). Квазиимпульс частицы связан с её квазиволновым вектором соотношением:
{\displaystyle \mathbf {p} =\hbar \mathbf {k} .}
Квазиимпульс является сохраняющейся физической величиной при движении частицы благодаря трансляционной симметрии периодического потенциального поля  решётки кристалла, подобно тому, как энергия является сохраняющейся физической величиной благодаря однородности времени.
Оператор квазиимпульса коммутирует с гамильтонианом поля решётки. Собственными функциями оператора квазиимпульса являются функции Блоха. Собственные значения оператора квазиимпульса связаны с волновым вектором:
{\displaystyle \mathbf {p} =\hbar \mathbf {k} .}
Оператор квазиимпульса имеет вид:
{\displaystyle {\hat {P}}=-i\hbar \nabla +i\hbar \left[\nabla \ln \varphi _{k}(r)\right].}